# Homonota uruguayensis
Homonota uruguayensis (плямистий гекон уругвайський) — вид геконоподібних ящірок родини Phyllodactylidae. Мешкає в Уругваї і Аргентини. .

## Поширення і екологія
Уругвайські плямисті гекони мешкають на півдні і південному заході бразильського штату Ріу-Гранді-ду-Сул, а також на півночі Уругваю, в департаментах Артигас, Такуарембо, Ривера і Сальто. Вони живуть серед скельних виступів у пампі. Активні як вдень, так і вночі, живляться безхребетними, зокрема жуками і павуками.

## Збереження
МСОП класифікує цей вид як такий, що перебуває під загрозою зникнення. Уругвайським плямистим геконам загрожує знищення природного середовища.